# Ковпак Ольга Петрівна

## Ольга Петрівна Ковпак (Стоянецька)
Ольга Петрівна Ковпак (Стоянецька — псевдонім) (нар.  30 січня 1953, с. Стоянці, Львівська область) —  українська поетеса, педагог, перекладачка, членкиня Хмельницької ВТС «Конгрес літераторів України», лавреатка премії імені Івана Іова, голова літературно-мистецького клубу «Палітра», голова Деражнянського міського осередку «Просвіта».

### Життєпис
Народилася поетеса 30 січня 1953 року у сім'ї Дикого Петра та Ганни у селі Стоянці Мостиського району Львівської області. У 1961—1970 роках навчалася у Судововишнянській середній школі. Після закінчення школи на запрошення йде працювати на посаду піонервожатої Соколянської восьмирічної школи. Саме там Ольга дописувала до місцевої газети перші свої вірші про життя школи та села Соколя.
До 1973 року Ольга Ковпак працювала вчителем німецької мови у Старявській школі. Потім у вступила до Львівського державного університету імені Івана Франка на факультет романо-германських мов, який закінчила у 1978 році.Того ж року вона вийшла заміж, потім народилася перша донечка. Згодом працювала учителькою іноземних мов у рідній школі міста Судова Вишня. У 1979 р. Ольга Ковпак влаштувалася на посаду перекладача у науково-конструкторському бюро заводу «Львівхімсільгоспмаш» у Львові .
У 1981 році Ольга Петрівна разом із сім'єю переїхала до міста Городок Хмельницької області, де працювала вчителем іноземної мови. У 1983 році народилася друга дочка, а у 1985 році — син.
У 1986 році її чоловіка переводять на роботу у місто Деражня і сім'я переїжджає разом з ним. Тут Ольга Ковпак працює на посаді методистки з кадрових питань, а згодом — завідувачки методичним кабінетом Деражнянського районного відділу освіти та вчителем іноземних мов.
Паралельно з основною роботою у 1993 році поетеса очолила Деражнянський районний літературно-мистецький клуб «Палітра» при Деражнянській центральній районній бібліотеці.
У 2000 році переведена на посаду вчителя Нижнянської ЗОШ І-ІІІ ст. і одночасно стала викладати іноземні мови у Деражнянських ЗОШ № 1, № 3 та у Деражнянському професійному аграрному ліцеї. З 26 грудня 2000 року стала членом Хмельницької обласної літературної спілки «Поділля».
2003 року призначена на посаду завідувачки районного методичного кабінету Деражнянського райво; обрана методистом-кореспондентом Хмельницького обласного інституту післядипломної освіти, членом редакційної колегії "Часопису кафедри менеджменту та освітніх технологій «Варіативність. Інноваційність. Результативність. Аналітичність управління». Цього ж року обрана головою Деражнянського осередку товариства «Просвіта». У липні 2007 року — член Хмельницької спілки «Конгрес Літераторів України». З 2011 року займалася педагогічною діяльністю, з 2022 року Ольга Петрівна є керівником літературно-мистецького клубу «Палітра» при Деражнянській центральній міській бібліотеці.
Ольга Ковпак є також перекладачкою з німецької, англійської, польської мов. Зокрема, переклала поезії Фердинанда Фрейліграта, Людвіга Уланда з німецької мови. З української на німецьку мову переклала поезію Олени Теліги «Не треба слів, хай буде тільки діло». Має власні вірші німецькою мовою.

### Творчі надбання
Поезії Ольги Петрівни друкувалися в книзі сучасної поезії Хмельниччини «Осик осінній сон», «Медобори», художньо-публіцистичному альманасі «Творче Поділля», історико-літературному збірнику «Городок над Смотричем», літературно-художньому альманасі «Літературна Деражнянщина», збірнику поезій «Під спів солов'я у ніч горобину», «Слово єднає», «Наше слово — зброя» літературних альманахах: «Дивокрай», «Політ моїх думок», «Візерунки», «Сузір'я», «Осінні барви», «Коханим».
У творчому доробку Ольги Стоянецької (Ковпак) 15 збірок поезій: «А музика звучить…» (1997), «Мені тебе, як сонця треба» (2000), «Розімкнуте коло» (2002), «Ще дзвони полудня не били» (2003), «Аби не загубитись на землі» (2006), «Сонячна любов» (2008), «Назустріч сонцю» (2012), «Весняне рандеву в осінню пору» (2012), «Танго фіолетових квітів» (2021), «Украдений світанок» (2023), «Мелодії для саксофона: поезії, пісні, присвяти» (2024), «Мелодії для саксофона: поезії» (видання друге змінене, 2025); 2 прозово-поетичних книг «Небосхили вибору (Для сімейного читання)» (2018), «Поміж Землею і небом» (2022).
До відзначення 30-ліття функціонування літературно-мистецького клубу «Палітра» О. Ковпак уклала і відредагувала два випуски літературно-художнього альманаху «Слово у сяйві „Палітри“» та вибрані твори його членів: Леоніда Сєрова (Левка Світлого) «І пером, і пензлем» та «Місто моєї юні»; «Акорди душі Галини Яворської». Укладено і підготовлено до друку третій номер альманаху «Слово у сяйві „Палітри“» та книгу Тетяни Дягілєвої «Дороги життя».
У 2020 році відділ культури, молоді та спорту Деражнянської райдержадміністрації, Деражнянська централізована бібліотечна система у серії «Видатні особистості Деражнянщини» видали довідково-інформаційний збірник «Жити, любити, творити…» про життєвий і творчий шлях Ольги Ковпак (Стоянецької).

## Нагороди

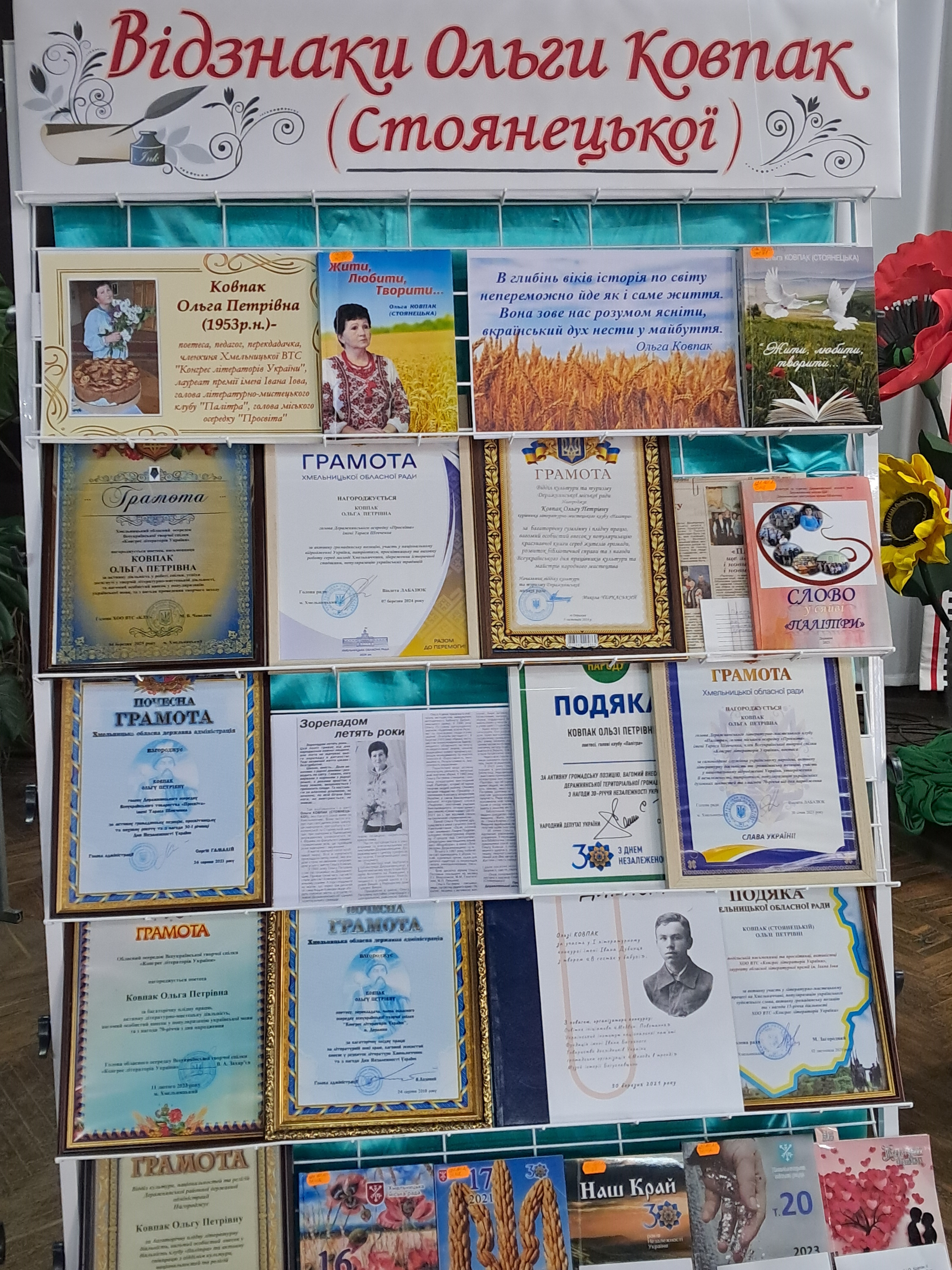

За багаторічну плідну працю у різних напрямках педагогічної та літературної діяльності, за участь у конкурсах нагороджена багатьма Грамотами, Дипломами, Подяками.
Нагороджена Нагрудним знаком «Відмінник освіти України» (1996 р.) та присвоєно педагогічне звання «Вчитель-методист». Нагрудним знаком «День Української Державності» (2022 р.)
Нагрудним знаком «Василь Сухомлинський» (2024 р.)
```
За книгу «Небосхили вибору» отримала премію імені Івана Іова
[
5
]
.  
```